# Wola Sufczyńska
Wola Sufczyńska – wieś sołecka w Polsce położona w województwie mazowieckim, w powiecie otwockim, w gminie Kołbiel.
| SIMC    | Nazwa         | Rodzaj    |
| ------- | ------------- | --------- |
| 0675040 | Miodowa Włóka | część wsi |

W latach 1975–1998 miejscowość administracyjnie należała do województwa siedleckiego.
Wierni Kościoła rzymskokatolickiego należą do parafii Świętej Trójcy w Kołbieli.